# Неперетинні множини
В математиці та інформатиці, кажуть, що дві множини неперетинні якщо в них не має спільних елементів. Наприклад, {1, 2, 3} і {4, 5, 6} є неперетинними множинами.

## Пояснення
Формально, дві множини A і B неперетинні якщо їх перетином є порожня множина,тобто якщо
{\displaystyle A\cap B=\varnothing .\,}
Це визначення поширюється на будь-який набір множин. Набір множин є попарно неперетинним або взаємно неперетинним (взаємно мимобіжним) якщо будь-які дві множини в наборі неперетинні.
Формально, нехай I індексна множина, і для кожного i в I існує відповідна множина Ai. Тоді родина множин {Ai : i ∈ I} попарно неперетинна якщо для будь-яких i та j в I при i ≠ j,
{\displaystyle A_{i}\cap A_{j}=\varnothing .\,}
Наприклад, набір множин { {1}, {2}, {3}, … } попарно неперетинний. Якщо {Ai} попарно неперетинний набір (що містить не менше двох множин), тоді їх перетин порожній:
{\displaystyle \bigcap _{i\in I}A_{i}=\varnothing .\,}
Хоча зворотне не є вірним: перетин множин набору {{1, 2}, {2, 3}, {3, 1}} порожній, але набір не попарно неперетинний. Дійсно, не існує двох неперетинних множин в даному наборі.
Розбиття множини X це довільний набір непорожніх підмножин {Ai : i ∈ I} X такий, що {Ai} попарно неперетинні і
{\displaystyle \bigcup _{i\in I}A_{i}=X.\,}